# エミリー・スカアラット
エミリー・スカアラット（Emily Scarratt、1990年2月8日 - ）は、イングランドの女子ラグビー選手。

## プロフィール
- イングランド・レスター出身[1]。
- ポジションはセンター(CTB)、フルバック(FB)。
- 身長 181cm、体重 77kg
- 7人制イングランド代表に選ばれたことがある[2]。
- 女子イングランド代表キャップは100（2022年12月現在）。
- ワールドカップ2010・2014・2017の女子イングランド代表に選ばれた[3]。

## 略歴
2016年、リオ五輪の7人制イギリス代表に選ばれて主将を務めた。
2022年、ラグビーワールドカップ2021の女子イングランド代表に選ばれて、レッド・ローズ2大会連続準優勝に貢献。

## 受賞歴
- ワールドラグビー女子15人制年間最優秀選手賞:2019年